# خرم أباد (مقاطعة اشتهارد)
خرم أباد (بالفارسية: مزرعه خرم‌آباد) هي مستوطنة تقع في مقاطعة إشتهارد في إيران.